# Castelló d'Empúries
Castelló d'Empúries (em catalão e oficialmente) ou Castellón de Ampurias (em castelhano) é um município da Espanha na comarca de Alt Empordà, província de Girona, comunidade autónoma da Catalunha. Tem 42,3 km² de área e em 2021 tinha 11 154 habitantes (densidade: 263,7 hab./km²).

## Demografia
| Variação demográfica do município entre 1991 e 2004 | Variação demográfica do município entre 1991 e 2004 | Variação demográfica do município entre 1991 e 2004 | Variação demográfica do município entre 1991 e 2004 |
| --------------------------------------------------- | --------------------------------------------------- | --------------------------------------------------- | --------------------------------------------------- |
| 1991                                                | 1996                                                | 2001                                                | 2004                                                |
| 3637                                                | 4830                                                | 5896                                                | 7777                                                |